# Gałków Mały
Gałków Mały (prononciation [ˈɡau̯kuf ˈmawɨ]) est un village de la gmina de Koluszki, du powiat de Łódź-est, dans la voïvodie de Łódź, situé dans le centre de la Pologne.
Il se situe à environ 5 kilomètres à l'ouest de Koluszki (siège de la gmina) et 20 kilomètres à l'est de Łódź (siège du powiat et capitale de la voïvodie).
Sa population s'élevait à 1 805 habitants en 2011.

## Histoire
Au cours de la Seconde Guerre mondiale, lors de l'occupation allemande, le village prit le nom de Junggalkau de 1943 à 1945.

## Administration
De 1975 à 1998, le village était attaché administrativement à l'ancienne voïvodie de Piotrków.

Depuis 1999, il fait partie de la nouvelle voïvodie de Łódź.